# Turnham Green
Turnham Green è un sobborgo londinese che si trova a Chiswick, nell'area occidentale della città. Quest'area residenziale, tipica di tutta la zona Ovest della capitale inglese, dal punto di vista amministrativo è un quartiere del borgo di Hounslow.
Il nome è anche usato per descrivere il parco principale dell'area.
Il 13 novembre 1642, durante la guerra civile inglese, Turnham Green fu teatro di una battaglia quando le forze del re Carlo I si videro bloccare l'avanzata verso Londra dalle forze parlamentari sotto il comando del III conte di Essex.
Il 10 settembre 1827 il povero e malridotto Ugo Foscolo morì in questo sobborgo.